# Radio and TV Martí

Ehemaliges Logo des Senders

Radio and TV Martí ist ein staatlicher US-amerikanischer Rundfunksender mit Sitz in Miami, der speziell an die kubanische Bevölkerung gerichtete Radio- und Fernsehsendungen sowie ein Internet-Informationsangebot in spanischer Sprache produziert und verbreitet. Der Sender wird vom Office of Cuba Broadcasting betrieben, das der Regierungsbehörde für Auslandsrundfunk untersteht, dem Broadcasting Board of Governors (BBG). Der Sender startete seinen Betrieb 1985, hat über 100 Mitarbeiter und ein jährliches Budget von 27,9 Millionen US-Dollar (Stand 2012).

## Geschichte

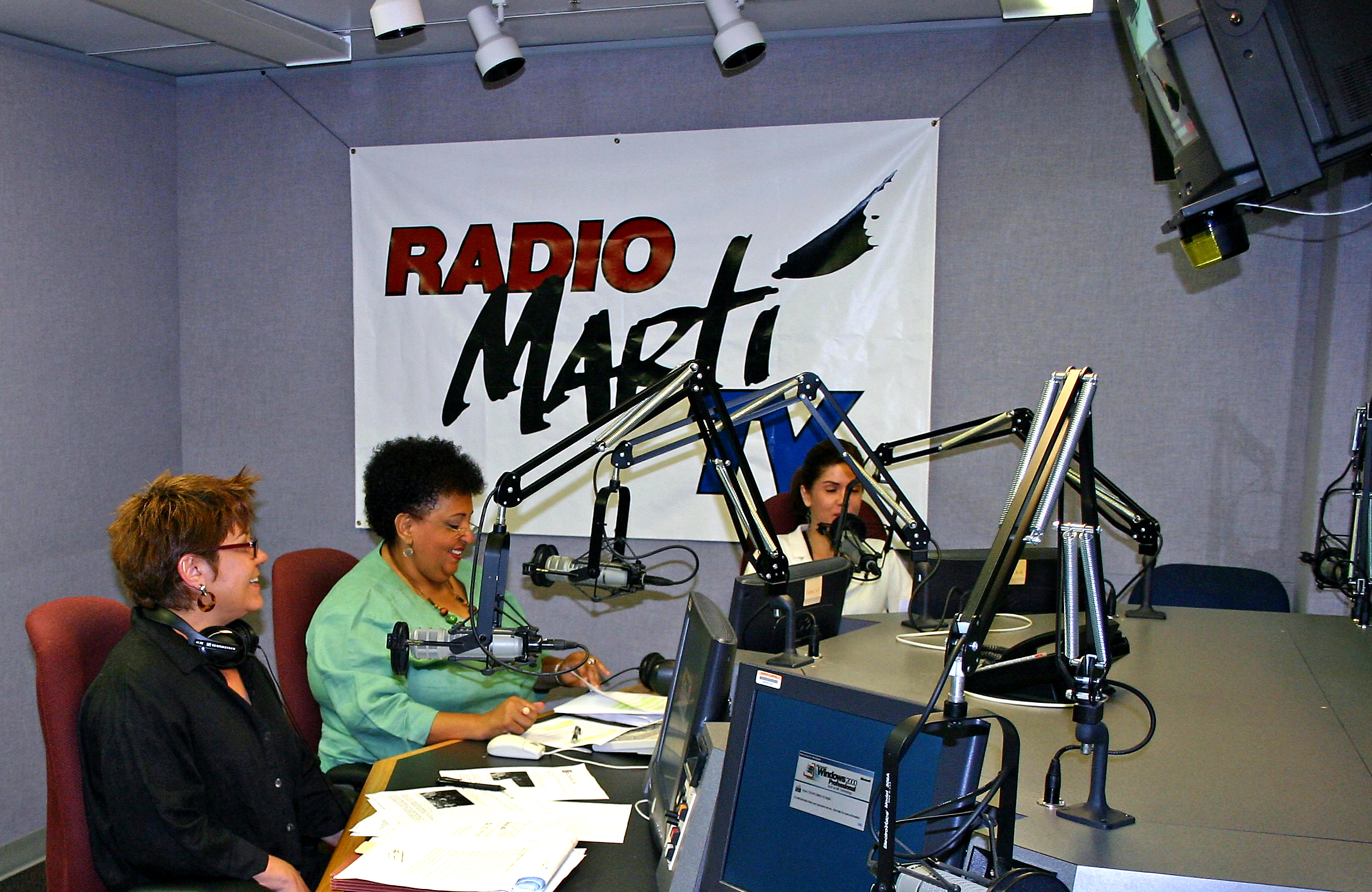
Sendestudio von Radio Martí

In den 1980er Jahren plante die US-Regierung unter Präsident Ronald Reagan, als Reaktion auf Radio Habana Cuba einen Radiosender Radio Free Cuba zu gründen, der nach dem Vorbild von Radio Free Europe/Radio Liberty arbeiten und zum Sturz Fidel Castros beitragen sollte. Seitens nordamerikanischer Sender und der Radioindustrie regte sich heftiger Widerstand gegen diese Pläne. Man befürchtete heftige Vergeltungsmaßnahmen Kubas in Form von absichtlichen Störungen kubanischer Radiostationen gegen Mittelwellensender in Florida. Schon in der Vergangenheit belegten kubanische Sender die Frequenzen US-amerikanischer Radiosender, um auf diese Weise ihr Programm in Kuba unhörbar zu machen. Die US-Regierung argumentierte erfolgreich dagegen, dass kubanische Drohungen nicht das hohe Gut und das Recht auf freie Meinungsäußerung hindern dürfen, so dass der Rundfunksender 1983 durch ein Gesetz des Kongresses beschlossen wurde. Für die Gründung des Senders hatten sich maßgeblich exilkubanische Lobbyisten eingesetzt, darunter die damals sehr einflussreiche Cuban American National Foundation unter der Führung von Jorge Mas Canosa.
So startete am 20. Mai 1985 von Washington aus ein spezielles Radioprogramm für Kuba aus den USA – der 20. Mai markiert den Gründungstag der unabhängigen kubanischen Republik 1902. Die Station hieß schließlich nicht Radio Free Cuba, sondern wurde nach dem Freiheitshelden José Martí benannt, dessen geistiges und politisches Erbe sowohl Anhänger wie Gegner der von Fidel Castro begründeten, institutionalisierten kubanischen Revolution für sich reklamieren.
Der Programmauftrag von Radio and TV Martí ist, nach eigenen Angaben, einen „Kontrast zu kubanischen Medien zu bieten und seinen Hörerinnen und Hörern eine unzensierte Sicht auf die aktuellen Ereignisse zu liefern“. Ehemalige politische Gefangene, Menschenrechtsaktivisten, Immigranten und Exilkubaner kommen in den Sendungen zu Wort. Über Telefon werden auch zahlreiche Interviews mit Kubanern auf der Insel geführt. Samstags wird eine spanische Version der Ansprache des US-Präsidenten und die Antwort der Opposition gesendet.
Nach dem Zusammenbruch der Sowjetunion Anfang der 1990er Jahre mussten alle US-Auslandsdienste mit Ausnahme von Radio and TV Martí Budget-Kürzungen hinnehmen. Mitte der 1990er Jahre zog der Sender ganz nach Miami um. Er war nun dem Zielgebiet näher und unterstrich damit auch seine Eigenständigkeit gegenüber der Voice of America, in deren Studios die Sendungen vorher produziert wurden.
Am 14. März 2025 ordnete Präsident Donald Trump in einer Exekutiv-Order die Stilllegung der Betreibergesellschaft Office of Cuba Broadcasting und damit auch der von Radio and TV Martí an.

## Radio Martí
Radio Martí sendet sein 24-Stunden-Programm über Kurzwelle auf diversen Frequenzen, die je nach den täglich und jahreszeitlich bedingten Ausbreitungsverhältnissen eingesetzt werden. Bis 2012 wurden die Kurzwellensender des International Broadcasting Bureau in Delano, Kalifornien und Greenville/North Carolina genutzt. Nach den 2013 in Kraft gesetzten Sparmaßnahmen steht nur noch der 250 kW starke Sender in Greenville zur Verfügung, von dem auch nur noch zwei Frequenzen parallel eingesetzt werden können. Außerdem wird über einen 100 kW starken Mittelwellensender aus Marathon (Florida) auf der Frequenz 1180 kHz gesendet. In Kuba werden gegen alle Frequenzen Störsender eingesetzt, sodass der Empfang dort stark beeinträchtigt ist. Wegen der speziellen Ausbreitungsbedingungen auf der Kurzwelle ist Radio Martí allerdings im übrigen Lateinamerika nahezu störungsfrei zu hören.

## TV Martí
Der Fernsehkanal TV Martí wurde 1990 ins Leben gerufen und sendet an fünf Tagen pro Woche zwischen 18.00 und 22.30 Uhr Ortszeit ein Programm aus Nachrichten, Informationsmagazinen und Sportsendungen. Die Übertragung via Satellit erfolgt 24 Stunden pro Tag.
Für die Ausstrahlung der Sendungen mussten einige technische Schwierigkeiten gemeistert werden. So weist die Sendeanlage einige Besonderheiten auf. Die Antenne des Senders befand sich zunächst an einem Fesselballon im Luftraum über der US-Militärbasis Cudjoe Key in Florida, der jedoch im Juli 2005 durch den Hurrikan Dennis zerstört wurde. Seit August 2004 wurde bis Mai 2013 von einem speziell ausgerüsteten Flugzeug des Typs Lockheed C-130 gesendet, das im US-amerikanischen Luftraum flog und das Sendesignal auf UHF und VHF in Richtung Kuba abstrahlte. Aufgrund von Budgetkürzungen durch den US-Kongress wurden die Flüge jedoch eingestellt. Auf Kuba werden die Sendungen erfolgreich durch Störsender gestört. Darüber hinaus wird das Programm über Hispasat verbreitet. Allerdings ist Privatleuten auf Kuba weder die Einfuhr noch der Betrieb von Satellitenempfangsanlagen gestattet.

## Martí Noticias
Das Internet-Portal Martí Noticias www.martinoticias.com (auch unter www.malanga.info zu erreichen) bietet Informationen mit den Schwerpunkten Kuba, USA und Lateinamerika. Über die Webseite können sowohl die Live-Streams von Radio Martí und TV Martí verfolgt als auch einzelne Sendungen aufgerufen werden. Internet-Zugang ist jedoch auf Kuba aus wirtschaftlichen und politischen Gründen nur unter starken Einschränkungen vorhanden und wird vom Staat streng kontrolliert.

## Kritik
Um die Effektivität der Sendungen wird gestritten. Es ist nicht möglich, verlässliche Publikumsumfragen und -analysen durchzuführen. So lässt sich die Anzahl der Nutzer nur schätzen und man ist auf nicht repräsentative Einzelbeobachtungen angewiesen.
Im Februar 2019 kam ein unabhängiges Expertengremium im Auftrag der United States Agency for Global Media zu dem Schluss, dass die Berichterstattung von Radio und TV Martí sowohl „schlechten Journalismus“ als auch „ineffektive Propaganda“ darstelle. Die Experten bemängelten Parteilichkeit und fehlenden Kontext und bezeichneten die Programme als „Propaganda alten Stils mit ständigem Hämmern“.

### Zitate
- "Wir senden Rauschen und Schnee auf die kubanischen Bildschirme. Das mag der einzige Schnee sein, den die Kubaner zu Gesicht bekommen, aber das ist so ziemlich der teuerste Schnee auf dem ganzen Planeten." (Ron Wyden, demokratischer Senator, USA)